# Вальдеррама, Хорхе
Хо́рхе Вальдерра́ма (исп. Jorge Valderrama, 12 декабря 1906 — 1968) — боливийский футболист, полузащитник, участник ЧЮА 1926, ЧЮА 1927 и чемпионата мира 1930 года.

## Карьера

### Клубная
Хорхе Вальдеррама играл за клуб «Оруро Ройяль».

### В сборной
Хорхе Вальдеррама дебютировал в сборной на чемпионате Южной Америки 1926, в котором провёл три матча из четырёх, сыгранных командой. Через год в рамках того же турнира в Лиме он участвовал в двух матчах своей сборной.
На чемпионате мира 1930 года Вальдеррама участвовал в матчах против Югославии и Бразилии, однако оба матча Боливия проиграла с одинаковым счётом 0:4.
| Матчи и голы Хорхе Вальдеррамы за сборную Боливии | Матчи и голы Хорхе Вальдеррамы за сборную Боливии | Матчи и голы Хорхе Вальдеррамы за сборную Боливии | Матчи и голы Хорхе Вальдеррамы за сборную Боливии | Матчи и голы Хорхе Вальдеррамы за сборную Боливии | Матчи и голы Хорхе Вальдеррамы за сборную Боливии | Матчи и голы Хорхе Вальдеррамы за сборную Боливии |
| ------------------------------------------------- | ------------------------------------------------- | ------------------------------------------------- | ------------------------------------------------- | ------------------------------------------------- | ------------------------------------------------- | ------------------------------------------------- |
| №                                                 | Дата                                              | Место проведения                                  | Соперник                                          | Счёт                                              | Голы                                              | Турнир                                            |
| 1                                                 | 16 октября 1926                                   | Сантьяго, Чили                                    | Аргентина                                         | 0:5                                               | -                                                 | Чемпионат Южной Америки по футболу 1926           |
| 2                                                 | 23 октября 1926                                   | Сантьяго, Чили                                    | Парагвай                                          | 1:6                                               | -                                                 | Чемпионат Южной Америки по футболу 1926           |
| 3                                                 | 28 октября 1926                                   | Сантьяго, Чили                                    | Уругвай                                           | 0:6                                               | -                                                 | Чемпионат Южной Америки по футболу 1926           |
| 4                                                 | 30 октября 1927                                   | Лима, Перу                                        | Аргентина                                         | 1:7                                               | -                                                 | Чемпионат Южной Америки по футболу 1927           |
| 5                                                 | 13 ноября 1927                                    | Лима, Перу                                        | Перу                                              | 2:3                                               | -                                                 | Чемпионат Южной Америки по футболу 1927           |
| 6                                                 | 17 июля 1930                                      | Монтевидео, Уругвай                               | Югославия                                         | 0:4                                               | -                                                 | Чемпионат мира 1930                               |
| 7                                                 | 20 июля 1930                                      | Монтевидео, Уругвай                               | Бразилия                                          | 0:4                                               | -                                                 | Чемпионат мира 1930                               |

Итого: 7 матчей / 0 голов; 0 побед, 0 ничьих, 7 поражений.